# Festival di Berlino 2001
La 51ª edizione del Festival internazionale del cinema di Berlino si è svolta a Berlino dal 7 al 18 febbraio 2001, con il Theater am Potsdamer Platz come sede principale. Direttore del festival è stato per il ventiduesimo e ultimo anno Moritz de Hadeln.
L'Orso d'oro è stato assegnato al film Intimacy - Nell'intimità del regista francese Patrice Chéreau.
L'Orso d'oro alla carriera è stato assegnato all'attore Kirk Douglas mentre la Berlinale Kamera è stata assegnata al regista e sceneggiatore Kei Kumai e a Heinz Badewitz, direttore del Festival internazionale del cinema di Hof.
Il festival è stato aperto dal film fuori concorso Il nemico alle porte di Jean-Jacques Annaud ed è stato chiuso dalla proiezione speciale di 2001: Odissea nello spazio di Stanley Kubrick.
La retrospettiva di questa edizione è stata dedicata al cineasta austriaco Fritz Lang. Tra i film mostrati anche la versione restaurata di Metropolis, con nuovo materiale d'archivio e l'accompagnamento musicale dal vivo della Rundfunk-Sinfonieorchester Berlin diretta da Frank Strobl.

## Giurie

### Giuria internazionale
- Bill Mechanic, produttore (Stati Uniti) - Presidente di giuria[8]
- Diego Galán, regista, sceneggiatore e critico cinematografico (Spagna)
- Dominique Blanc, attrice (Francia)
- Xie Fei, regista e sceneggiatore (Cina)
- Kyōko Hirano, scrittrice e critica cinematografica (Giappone)
- Fatih Akın, attore, regista e sceneggiatore (Germania)
- Dario Argento, regista, sceneggiatore e produttore (Italia)
- Héctor Babenco, regista, sceneggiatore e produttore (Brasile)
- Jacqueline Bisset, attrice (Regno Unito)

### Kinderjury
I premi riservati alla sezione Kinderfilmfest sono stati assegnati da una giuria composta da membri di età compresa tra 11 e 14 anni, selezionati dalla direzione del festival attraverso questionari inviati l'anno precedente.

## Selezione ufficiale

### In concorso
- Ai ni ai wo, regia di Lin Cheng-sheng (Taiwan, Francia)
- A mia sorella! (À ma soeur!), regia di Catherine Breillat (Francia, Italia)
- Âme noire - Black Soul, regia di Martine Chartrand (Canada)
- Å se en båt med seil, regia di Anja Breien (Norvegia)
- Bamboozled, regia di Spike Lee (USA)
- Le bianche tracce della vita (The Claim), regia di Michael Winterbottom (Regno Unito, Francia, Canada)
- Le biciclette di Pechino (Shiqi sui de dan che), regia di Wang Xiaoshuai (Francia, Taiwan, Cina)
- Chocolat, regia di Lasse Hallström (Regno Unito, USA)
- La Ciénaga, regia di Lucrecia Martel (Argentina, Francia, Spagna, Giappone)
- Covered with Chocolate, regia di Ansgar Ahlers (Germania)
- Doan chang, regia di Lin Jun-hong (Taiwan, Cina)
- La fabrique d'anges, regia di Eva Visnyei (Belgio)
- Le fate ignoranti, regia di Ferzan Özpetek (Italia, Francia)
- Félix et Lola, regia di Patrice Leconte (Francia)
- Fifty-Fifty, regia di Peter Kern (Germania)
- La forza della mente (Wit), regia di Mike Nichols (USA)
- Joint Security Area, regia di Park Chan-wook (Corea del Sud)
- Intimacy - Nell'intimità (Intimacy), regia di Patrice Chéreau (Francia, Regno Unito, Germania, Spagna)
- Inugami - Le divinità maligne (Inugami), regia di Masato Harada (Giappone)
- Italiano per principianti (Italiensk for begyndere), regia di Lone Scherfig (Danimarca, Svezia)
- Jungle Jazz: Public Enemy#1, regia di Frank Fitzpatrick (USA)
- Konsten att flagga, regia di Ingrid Rudefors e Peter Östlund (Svezia)
- Kövek - Stones, regia di Ferenc Cakó (Ungheria)
- Kuroe, regia di Gō Rijū (Giappone)
- Little Senegal, regia di Rachid Bouchareb (Algeria, Francia, Germania)
- Malèna, regia di Giuseppe Tornatore (Italia, USA)
- My Sweet Home, regia di Filippos Tsitos (Germania, Grecia)
- Il sarto di Panama (The Tailor of Panama), regia di John Boorman (USA, Irlanda)
- Scoprendo Forrester (Finding Forrester), regia di Gus Van Sant (USA)
- Traffic, regia di Steven Soderbergh (USA, Germania)
- Trust Me, regia di Virginia Pitts (Nuova Zelanda)
- Weiser, regia di Wojciech Marczewski (Polonia, Svizzera, Germania, Danimarca, Francia)
- You're the One - Una Historia de Entonces, regia di José Luis Garci (Spagna)

### Fuori concorso
- Hannibal, regia di Ridley Scott (USA, Regno Unito)
- Il nemico alle porte (Enemy at the Gates), regia di Jean-Jacques Annaud (USA, Francia, Germania, Regno Unito, Germania)
- Quills - La penna dello scandalo (Quills), regia di Philip Kaufman (Regno Unito, Germania, USA)
- Super 8 Stories, regia di Emir Kusturica (Germania, Italia, Jugoslavia)
- Thirteen Days, regia di Roger Donaldson (USA)

### Proiezioni speciali
- 2001: Odissea nello spazio (2001: A Space Odyssey), regia di Stanley Kubrick (Regno Unito, USA)
- Una lunga lunga lunga notte d'amore, regia di Luciano Emmer (Italia)
- Metropolis, regia di Fritz Lang (Germania)
- Orizzonti di gloria (Paths of Glory), regia di Stanley Kubrick (USA)
- Stanley Kubrick: A Life in Pictures, regia di Jan Harlan (USA)

### Panorama
- L'altra metà dell'amore (Lost and Delirious), regia di Léa Pool (Canada)
- Anita no perd el tren, regia di Ventura Pons (Spagna)
- Bad Luck Love, regia di Olli Saarela (Finlandia)
- The Basement Girl, regia di Midi Onodera (Canada)
- Lo básico, regia di José García Hernández (Spagna)
- Berlin Babylon, regia di Hubertus Siegert (Germania)
- Berlin Is in Germany, regia di Hannes Stöhr (Germania)
- Les Blessures assassines, regia di Jean-Pierre Denis (Francia)
- Blue End, regia di Kaspar Kasics (Svizzera)
- Chop Suey, regia di Bruce Weber (USA)
- Contenders serie 7 (Series 7: The Contenders), regia di Daniel Minahan (USA)
- Controvento, regia di Peter Del Monte (Italia)
- Daresalam, regia di Issa Serge Coelo (Francia, Burkina Faso, Ciad)
- The Dark Side Of Daren, regia di Maximilian Moll (Germania)
- Dei gau tin cheung, regia di Raymond To (Hong Kong)
- De zee die denkt, regia di Gert de Graaff (Paesi Bassi)
- Disco Pigs, regia di Kirsten Sheridan (Irlanda)
- Domenica, regia di Wilma Labate (Italia)
- Don's Plum, regia di R.D. Robb (USA, Danimarca, Svezia)
- En quête des soeurs Papin, regia di Claude Ventura (Francia)
- Erè mèla mèla, regia di Daniel Wiroth (Francia, Lussemburgo)
- Et cetera..., regia di Andrey Osipov (Russia)
- Expecting, regia di Richard Press (USA)
- Extranjeros de sí mismos, regia di José Luis López-Linares e Javier Rioyo (Spagna)
- Familjehemligheter, regia di Kjell-Åke Andersson (Svezia, Norvegia)
- Fan yi cho, regia di Kam-Hung Yip (Hong Kong)
- The Fluffer, regia di Richard Glatzer e Wash Westmoreland (USA)
- Forbidden Fruit, regia di Sue Maluwa-Bruce (Germania)
- Deng hou dong jian hua fa la, regia di Herman Yau (Hong Kong)
- Gaea Girls, regia di Kim Longinotto e Jano Williams (Regno Unito)
- Gente Ordinaria (Vtorostepennye lyudi), regia di Kira Muratova (Ucraina)
- Gimme Shelter, regia di Albert Maysles, David Maysles e Charlotte Zwerin (USA)
- The Girl, regia di Sande Zeig (USA, Francia)
- Gotteszell - Ein Frauengefängnis, regia di Helga Reidemeister (Germania)
- Hedwig - La diva con qualcosa in più (Hedwig and the Angry Inch), regia di John Cameron Mitchell (USA)
- Helgoland, regia di Karin Westerlund (Danimarca)
- Historias Breves III: El séptimo día, regia di Gabriel Lichtmann (Argentina)
- Hotoke, regia di Jinsei Tsuji (Giappone)
- The Iron Ladies (Satri lek), regia di Yongyut Thongkongthun (Tailandia)
- Ivansxtc, regia di Bernard Rose (Regno Unito, USA)
- Je t'aime John Wayne, regia di Toby MacDonald (Regno Unito)
- Julie Johnson, regia di Bob Gosse (USA)
- Kleistoi dromoi, regia di Stavros Ioannou (Grecia)
- Krajinka, regia di Martin Sulík (Slovacchia, Repubblica Ceca, Italia)
- Late Night Shopping, regia di Saul Metzstein (Regno Unito, Germania)
- Latitude Zero, regia di Toni Venturi (Brasile)
- Lightmaker, regia di Dieter Meier (Svizzera, Polonia)
- Love Come Down, regia di Clement Virgo (Canada)
- Maelström, regia di Denis Villeneuve (Canada)
- Mein Boss bin ich, regia di Niki List (Austria)
- Memórias Póstumas, regia di André Klotzel (Portogallo, Brasile)
- Memorie di una festa, regia di Laura Mandolesi Ferrini (Italia)
- Mortel transfert, regia di Jean-Jacques Beineix (Francia, Germania)
- Nippon no kuroi natsu - Enzai, regia di Kei Kumai (Giappone)
- Nunmul, regia di Im Sang-soo (Corea del Sud)
- Ode to a Hunter, regia di Per Fronth (USA)
- Palíndromo, regia di Philippe Barcinski (Brasile)
- Paszport, regia di Péter Gothár (Ungheria)
- Pout, regia di David Duponchel (Repubblica Ceca)
- Raconte, regia di Guillaume Malandrin (Belgio)
- Las razones de mis amigos, regia di Gerardo Herrero (Spagna)
- Los rebeldes, regia di Ariane Kessissoglou (Cuba, Germania)
- Riconciliati, regia di Rosalía Polizzi (Italia)
- Le roi danse, regia di Gérard Corbiau (Francia, Germania, Belgio)
- Sólo por hoy, regia di Ariel Rotter (Argentina)
- Sonntags, regia di Ina Weisse (Germania)
- Southern Comfort, regia di Kate Davis (USA)
- Tom Clay Jesus, regia di Hoang A. Duong (USA)
- Der Traum ist aus - Die Erben der Scherben, regia di Christoph Schuch (Germania)
- Trois huit, regia di Philippe Le Guay (Francia)
- Tyr, regia di Taras Tomenko (Ucraina)
- Venkel's Syndrome, regia di Vito Rocco (Regno Unito)
- Veta, regia di Teona Strugar Mitevska (Repubblica di Macedonia)
- Wilde Ehe, regia di Kathrin Feistl (Germania)
- Yeshe Dolma, regia di Fei Xie (Cina)
- Zoom - It's Always About Getting Closer, regia di Otto Alexander Jahrreiss (Germania)

### Forum
- Ai xuoi van ly, regia di Hoang Le (Vietnam)
- Alai Payuthey, regia di Mani Ratnam (India)
- The American Nightmare, regia di Adam Simon (USA, Regno Unito)
- Le armonie di Werckmeister (Werckmeister harmóniák), regia di Béla Tarr (Ungheria, Italia, Germania, Francia)
- As I Was Moving Ahead Occasionally I Saw Brief Glimpses of Beauty, regia di Jonas Mekas (USA)
- B-52, regia di Hartmut Bitomsky (Germania, USA, Svizzera)
- The Balcony, regia di Ruth Walk (Israele)
- Banchikwang, regia di Kim Ji-woon (Corea del Sud)
- Ben khong chong, regia di Trong Ninh Luu (Vietnam)
- Bogowie sierpa i mlota, regia di Juri Chaschtschewatskij (Polonia)
- Booye kafoor, atre yas, regia di Bahman Farmanara (Iran)
- Chung cu, regia di Linh Viet (Vietnam, Francia)
- Commesso viaggiatore, regia di Francesco Dal Bosco (Italia)
- Crónica de un desayuno, regia di Benjamín Cann (Messico)
- Danach hätte es schön sein müssen, regia di Karin Jurschick (Germania)
- Departure, regia di Yosuke Nakagawa (Giappone)
- Det nya landet, regia di Geir Hansteen Jorgensen (Svezia)
- Devotion: A Film About Ogawa Productions, regia di Barbara Hammer (Giappone, USA)
- Deza-Femijet (Kosovo 2000), regia di Ferenc Moldoványi (Belgio, Ungheria)
- The Diplomat, regia di Tom Zubrycki (Australia)
- Doi cát, regia di Nguyen Thanh Van (Vietnam)
- Do It, regia di Sabine Gisiger e Marcel Zwingli (Svizzera)
- Eisenstein, regia di Renny Bartlett (Germania, Canada)
- Fei ya fei, regia di Ying Li (Giappone)
- Gaja Gamini, regia di M.F. Hussain (India)
- Hole in the Sky (Sora no ana), regia di Kazuyoshi Kumakiri (Giappone)
- Homemad(e), regia di Ruth Beckermann (Austria)
- I Am Josh Polonski's Brother, regia di Raphaël Nadjari (Francia, USA)
- The Inner Tour, regia di Ra'anan Alexandrowicz (Israele, Palestina)
- I.T. - Immatriculation temporaire, regia di Gahité Fofana (Francia, Guinea)
- Kalama Sutta: Seeing Is Believing, regia di Holly Fisher (USA)
- Karunam, regia di Jayaraaj (India)
- Kaza-hana, regia di Shinji Sōmai (Giappone)
- Klassikko, regia di Kari Väänänen (Finlandia)
- Kong woo giu gap, regia di Dante Lam (Hong Kong)
- Konzert im Freien, regia di Jürgen Böttcher (Germania)
- Kurische Nehrung, regia di Volker Koepp (Germania)
- Lat sau wui cheun, regia di Johnnie To e Ka-Fai Wai (Hong Kong)
- Die Legende vom Potsdamer Platz, regia di Manfred Wilhelms (Germania)
- Lost Killers, regia di Dito Tsintsadze (Germania)
- Love/Juice, regia di Kaze Shindō (Giappone)
- Maa, regia di Veikko Aaltonen (Finlandia)
- Mein langsames Leben, regia di Angela Schanelec (Germania)
- Mùa oi, regia di Dang Nhat Minh (Vietnam, Francia)
- Ngã ba Dong Loc, regia di Trong Ninh Luu (Vietnam)
- Njet smerti dlja menja..., regia di Renata Litwinowa (Russia)
- Nous ne sommes plus morts, regia di François Woukoache (Belgio)
- The Optimists, regia di Jacky Comforty (USA)
- Pansion za kucheta, regia di Stephan Komandarev (Bulgaria)
- Pasolini oggi, regia di Gianluigi Toccafondo (Italia)
- Photographie und Jenseits, regia di Heinz Emigholz (Germania)
- Pie in the Sky: The Brigid Berlin Story, regia di Shelly Dunn Fremont e Vincent Fremont (USA)
- Rendan, regia di Naoto Takenaka (Giappone)
- Reshimat Ahava, regia di David Fisher (Israele)
- Riben guizi, regia di Minoru Matsui (Giappone)
- Russkaja Palestina, regia di Alexandr Rechwiashwili (Russia)
- Der schöne Tag, regia di Thomas Arslan (Germania)
- Spiegelgrund, regia di Angelika Schuster e Tristan Sindelgruber (Austria)
- The Sweetest Sound, regia di Alan Berliner (USA)
- Tekst ili apologiya komentariya, regia di Ekaterina Kharlamova (Russia)
- Tian you yan, regia di Sung Kee Chiu (Hong Kong)
- Tocá para mí, regia di Rodrigo Fürth (Argentina)
- To spiti tou Kain, regia di Hristos Karakepelis (Grecia)
- Trembling Before G-d, regia di Sandi Simcha DuBowski (Israele, Francia, USA)
- Tro lai Ngu Thuy, regia di Khanh Toan Do e Manh Thich Le (Vietnam)
- Tutta la conoscenza del mondo, regia di Eros Puglielli (Italia)
- Vao nam ra bac, regia di Tien Son Phi (Vietnam)
- Vivre après - paroles de femmes, regia di Laurent Bécue-Renard (Francia)
- Xiari nuanyangyang, regia di Ying Ning (Cina)
- Yun zhuan shou zhi lian, regia di Chang Hwa-Kun e Chen Yi-wen (Taiwan)
- Zhantai, regia di Zhangke Jia (Hong Kong, Cina, Giappone, Francia)

### Kinderfilmfest/14plus
- Ali Zaoua, prince de la rue, regia di Nabil Ayouch (Marocco, Tunisia, Francia, Belgio, USA)
- Anokha Moti, regia di Tapan Sinha (India)
- Bicycle, regia di Ronen Menachem (Israele)
- O Branco, regia di Angela Pires e Liliana Sulzbach (Brasile)
- Bully Dance, regia di Janet Perlman (Canada)
- Il cielo cade, regia di Andrea e Antonio Frazzi (Italia)
- Cirkeline 2: Ost og kærlighed, regia di Jannik Hastrup (Danimarca)
- Heidi, regia di Markus Imboden (Svizzera)
- Hooves of Fire, regia di Richard Starzak (Regno Unito)
- Ikíngut, regia di Gísli Snær Erlingsson (Islanda, Danimarca, Norvegia)
- Jimmy Grimble (There's Only One Jimmy Grimble), regia di John Hay (Regno Unito, Francia)
- Joyeux Noël, Rachid, regia di Sam Garbarski (Italia, Francia, Belgio)
- Lalia, regia di Silvia Munt (Spagna)
- Lloyd, regia di Hector Barron (USA)
- Losing Touch, regia di Sarah Gavron (Regno Unito)
- Mariken, regia di André van Duren (Paesi Bassi, Belgio)
- Me and Dad, regia di Kara Harshbarger (USA)
- Mirakel, regia di Natasha Arthy (Danimarca)
- Der Mistkerl, regia di Andrea Katzenberger (Germania)
- Nagisa, regia di Masaru Konuma (Giappone)
- La nota final, regia di Maite Rivera Carbonell (Spagna, Cuba)
- Sanzhyra, regia di Nurbek Egen (Russia, Kirghizistan)
- Susanne Sillemann, regia di Cæcilia Holbek Trier (Danimarca)
- Il tempo dei cavalli ubriachi (Zamani barayé masti asbha), regia di Bahman Ghobadi (Iran)
- The Testimony of Taliesin Jones, regia di Martin Duffy (USA, Regno Unito)
- Yhä ylöspäin, regia di Heikki Prepula (Finlandia)

### Retrospettiva
- L'alibi era perfetto (Beyond a Reasonable Doubt), regia di Fritz Lang (USA)
- Anche i boia muoiono (Hangmen Also Die!), regia di Fritz Lang (USA)
- L'angelo del male (La bête humaine), regia di Jean Renoir (Francia)
- Bassa marea (House by the River), regia di Fritz Lang (USA)
- Begegnung mit Fritz Lang, regia di Peter Fleischmann (Germania Ovest)
- La bestia umana (Human Desire), regia di Fritz Lang (USA)
- La cagna (La chienne), regia di Jean Renoir (Francia)
- La confessione della signora Doyle (Clash by Night), regia di Fritz Lang (USA)
- Conversation with Fritz Lang, regia di William Friedkin (USA)
- Il covo dei contrabbandieri (Moonfleet), regia di Fritz Lang (USA)
- Destino (Der müde Tod), regia di Fritz Lang (Germania)
- Il diabolico dottor Mabuse (Die 1000 Augen des Dr. Mabuse), regia di Fritz Lang (Francia, Italia, Germania Ovest)
- Dietro la porta chiusa (Secret Beyond the Door...), regia di Fritz Lang (USA)
- Il disprezzo (Le mépris), regia di Jean-Luc Godard (Francia, Italia)
- Doctor M., regia di Claude Chabrol (Germania, Italia, Francia)
- La donna del ritratto (The Woman in the Window), regia di Fritz Lang (USA)
- Una donna nella luna (Frau im Mond), regia di Fritz Lang (Germania)
- Dr. Mabuse, der Spieler. Erster Teil: Der große Spieler. Ein Bild der Zeit, regia di Fritz Lang (Germania)
- Dr. Mabuse, der Spieler. Zweiter Teil: Inferno. Ein Spiel von Menschen unserer Zeit, regia di Fritz Lang (Germania)
- Dr. Mabuse im Gedächtnis, regia di Thomas Honickel (Regno Unito)
- Duello mortale (Man Hunt), regia di Fritz Lang (USA)
- Fred il ribelle (Western Union), regia di Fritz Lang (USA)
- Furia (Fury), regia di Fritz Lang (USA)
- Gardenia blu (The Blue Gardenia), regia di Fritz Lang (USA)
- Il grande caldo (The Big Heat), regia di Fritz Lang (USA)
- I guerriglieri delle Filippine (American Guerrilla in the Philippines), regia di Fritz Lang (USA)
- Harakiri, regia di Fritz Lang (Germania)
- Hilde Warren und der Tod, regia di Joe May (Germania)
- L'inafferrabile (Spione), regia di Fritz Lang (Germania)
- Das indische Grabmal erster Teil - Die Sendung des Yoghi, regia di Joe May (Germania)
- Das indische Grabmal zweiter Teil - Der Tiger von Eschnapur, regia di Joe May (Germania)
- La leggenda di Liliom (Liliom), regia di Fritz Lang (Francia)
- M, regia di Joseph Losey (USA)
- M - Il mostro di Düsseldorf (M), regia di Fritz Lang (Germania)
- Maschere e pugnali (Cloak and Dagger), regia di Fritz Lang (USA)
- Menschen untereinander, regia di Gerhard Lamprecht (Germania)
- Metropolis, regia di Fritz Lang (Germania)
- I Nibelunghi: Sigfrido (Die Nibelungen: Siegfried), regia di Fritz Lang (Germania)
- I Nibelunghi: la vendetta di Crimilde (Die Nibelungen: Kriemhilds Rache), regia di Fritz Lang (Germania)
- La peste a Firenze nel secolo XV (Die Pest in Florenz), regia di Otto Rippert (Germania)
- Il prigioniero del terrore (Ministry of Fear), regia di Fritz Lang (USA)
- Quando la città dorme (While the City Sleeps), regia di Fritz Lang (USA)
- I ragni: Il lago d'oro (Die Spinnen, 1. Teil - Der Goldene See), regia di Fritz Lang (Germania)
- I ragni: La nave dei diamanti (Die Spinnen, 2. Teil - Das Brillantenschiff), regia di Fritz Lang (Germania)
- Rancho Notorious, regia di Fritz Lang (USA)
- Il sepolcro indiano (Das indische Grabmal), regia di Fritz Lang (Germania Ovest, Francia, Italia)
- Sono innocente (You Only Live Once), regia di Fritz Lang (USA)
- La strada scarlatta (Scarlet Street), regia di Fritz Lang (USA)
- Il testamento del dottor Mabuse (Das Testament des Dr. Mabuse), regia di Fritz Lang (Germania)
- La tigre di Eschnapur (Der Tiger von Eschnapur), regia di Fritz Lang (Germania Ovest, Francia, Italia)
- Umetni raj, regia di Karpo Acimovic-Godina (Jugoslavia)
- Il vendicatore di Jess il bandito (The Return of Frank James), regia di Fritz Lang (USA)
- Vier um die Frau, regia di Fritz Lang (Germania)
- Das wandernde Bild, regia di Fritz Lang (Germania)
- You and Me, regia di Fritz Lang (USA)
- Zum Beispiel: Fritz Lang, regia di Erwin Leiser (Germania Ovest)

## Premi

### Premi della giuria internazionale
- Orso d'oro per il miglior film: Intimacy - Nell'intimità di Patrice Chéreau
- Orso d'argento per il miglior regista: Lin Cheng-sheng per Ai ni ai wo
- Orso d'argento per la migliore attrice: Kerry Fox per Intimacy - Nell'intimità
- Orso d'argento per il miglior attore: Benicio del Toro per Traffic
- Orso d'argento per il miglior contributo artistico: Raúl Pérez Cubero per la fotografia di You're the One - Una Historia de Entonces
- Orso d'argento, gran premio della giuria: Le biciclette di Pechino di Wang Xiaoshuai
- Orso d'argento, premio della giuria: Italiano per principianti di Lone Scherfig
- Premio Alfred Bauer: La ciénaga di Lucrecia Martel
- Premio l'angelo azzurro: Intimacy - Nell'intimità di Patrice Chéreau
- Piper Heidsieck New Talent Award alla migliore giovane attrice: ex aequo Angelica Lee per Ai ni ai wo, Lin Cui e Bin Li per Le biciclette di Pechino
- Orso d'oro per il miglior cortometraggio: Âme noire - Black Soul di Martine Chartrand
- Orso d'argento, premio della giuria (cortometraggi): Jungle Jazz: Public Enemy#1 di Frank Fitzpatrick

### Premi onorari
- Orso d'oro alla carriera: Kirk Douglas
- Berlinale Kamera: Heinz Badewitz, Kei Kumai

### Premi della Children's Jury
- Orso di cristallo per il miglior film: Jimmy Grimble di John Hay
- Menzione speciale: The Testimony of Taliesin Jones di Martin Duffy
- Orso di cristallo per il miglior cortometraggio: Hooves of Fire di Richard Starzak
- Menzione speciale: O Branco di Angela Pires e Liliana Sulzbach
- Grand Prix per il miglior film: Nagisa di Masaru Konuma
- Menzione speciale: Il cielo cade di Andrea e Antonio Frazzi
- Special Prize per il miglior cortometraggio: Hooves of Fire di Richard Starzak
- Menzione speciale: La nota final di Maite Rivera Carbonell

### Premi delle giurie indipendenti
- Guild Prize: Scoprendo Forrester di Gus Van Sant
- Peace Film Award: Vivre après - paroles de femmes di Laurent Bécue-Renard
- Menzione speciale: The Optimists di Jacky Comforty
- Premio Caligari: Crónica de un desayuno di Benjamín Cann
- Premio Manfred Salzgeber: A mia sorella! di Catherine Breillat
- Premio Wolfgang Staudte: Love/Juice di Kaze Shindō
- NETPAC Prize: Booye kafoor, atre yas di Bahman Farmanara
- Menzione speciale: Ben khong chong di Trong Ninh Luu
- Don Quixote Prize: Karunam di Jayaraaj
- Menzione speciale: Trembling Before G-d di Sandi Simcha DuBowski
- Menzione speciale: Xiari nuanyangyang di Ying Ning
- Premio della giuria ecumenica:
- Competizione: Italiano per principianti di Lone Scherfig
  - Premio speciale della giuria: La forza della mente di Mike Nichols
- Panorama: Blue End di Kaspar Kasics
- Forum: Det nya landet di Geir Hansteen Jorgensen
- Premio FIPRESCI:
- Competizione: Italiano per principianti di Lone Scherfig
- Panorama: Maelström di Denis Villeneuve
- Forum: Danach hätte es schön sein müssen di Karin Jurschick
- Premio CICAE:
- Panorama: Late Night Shopping di Saul Metzstein
- Forum: Love/Juice di Kaze Shindō
- Prix UIP Berlin: Å se en båt med seil di Anja Breien
- Panorama Award of the New York Film Academy: Tyr di Taras Tomenko
- Menzione speciale: Veta di Teona Strugar Mitevska
- Menzione speciale: Je t'aime John Wayne di Toby MacDonald
- New York Film Academy Scholarship: Raconte di Guillaume Malandrin
- Teddy Award:
  - Miglior lungometraggio: Hedwig - La diva con qualcosa in più di John Cameron Mitchell
  - Menzione speciale: The Iron Ladies di Yongyut Thongkongthun
  - Miglior documentario: Trembling Before G-d di Sandi Simcha DuBowski
  - Menzione speciale: Chop Suey di Bruce Weber
  - Miglior cortometraggio: Erè mèla mèla di Daniel Wiroth
  - Premio della giuria: Forbidden Fruit di Sue Maluwa-Bruce e Beate Kunath
  - Premio dei lettori di Siegessäule: The Iron Ladies di Yongyut Thongkongthun
  - Premio speciale: Moritz de Hadeln

### Premi dei lettori e del pubblico
- Premio del pubblico al miglior film (Panorama): Berlin Is in Germany di Hannes Stöhr
- Premio dei lettori del Berliner Mongerpost: Italiano per principianti di Lone Scherfig
- Premio dei lettori del Berliner Zeitung: Le armonie di Werckmeister di Béla Tarr